# Galipea lucida
Galipea lucida är en vinruteväxtart som först beskrevs av Henry Hurd Rusby, och fick sitt nu gällande namn av R.C. Kaastra. Galipea lucida ingår i släktet Galipea och familjen vinruteväxter. Inga underarter finns listade i Catalogue of Life.